# Dekanat kleczewski
Dekanat kleczewski − jeden z 30 dekanatów archidiecezji gnieźnieńskiej, włączony do archidiecezji gnieźnieńskiej w 2004 roku.

## Parafie
- Parafia pw. Wniebowzięcia Najświętszej Maryi Panny w Budzisławiu Kościelnym
- Parafia pw. św. Jakuba Apostoła w Dobrosołowie
- Parafia pw. św. Andrzeja Apostoła w Kleczewie
- Parafia pw. MB Częstochowskiej w Ostrowitem
- Parafia pw. św. Urszuli w Wilczynie
- Parafia pw. Imienia Najświętszej Maryi Panny w Złotkowie